# Audição

Visão geral da estrutura anatômica da orelha humana.

A audição (do latim auditione) é um dos cinco sentidos capaz de ouvir e processar um espectro de som, através da orelha, órgão responsável pela captação dos sons e direcionamento para as vias auditivas centrais, para ser influenciado pelo sistema nervoso total, incluindo o sistema corporal onde estes sons serão processados e "compreendidos" pelo córtex região espinhal onde está localizado o sistema nervoso da região da cabeça que estão as orelhas, o nariz, a boca, os olhos e os músculos da região onde está localizado o cérebro (sistema nervoso). 
Para que o som seja ouvido e processado, o mesmo depende da intensidade (ou nível de pressão sonora), bem como da frequência sonora percebida. O sistema auditivo humano está limitado a perceber frequências entre 20 Hz e 20 000 Hz. Nos seres humanos, as vibrações causadas pelo som dentro da orelha provocam a movimentação da membrana timpânica; esta movimentação é transmitida para minúsculos ossículos (martelo, bigorna e estribo), que causam, por sua vez, a movimentação de líquidos que ficam dentro de uma estrutura óssea (cóclea). Dentro desta estrutura, existem células sensoriais (células ciliadas) que vão transformar estas vibrações do som em impulsos nervosos, que serão transmitidos pelo nervo acústico (nervo vestibulococlear) para as vias auditivas centrais até o córtex.

## Anatomia da orelha
A orelha é dividida em três regiões anatômicas: a orelha externa, a orelha média e a orelha interna. A orelha externa é a parte visível da orelha, flexível e sustentada por cartilagem elástica, que circunda e protege o meato acústico externo. É constituída pelo pavilhão auricular e meato acústico externo; tem como limite interno a face externa do tímpano (ou membrana timpânica), que é a estrutura delimitante entre as orelhas externa e média.
A orelha externa coleta e direciona as ondas sonoras para a orelha média, onde os sons são transformados em vibrações e transmitidos por uma cadeia de três ossículos à orelha interna, onde ocorre a transformação destas vibrações para impulsos nervosos.

### Orelha externa
O pavilhão auricular da orelha externa apresenta saliências e depressões que se alternam, descrevendo linhas concêntricas, e sua extremidade superior forma uma saliência denominada hélice, tendo uma depressão paralela chamada de fossa escafóide. Colateralmente encontra-se outra saliência que recebe o nome de anti-hélice. A extremidade da anti-hélice encurva-se para a frente e se bifurca, limitando uma pequena depressão denominada fossa triangular. Diante da anti-hélice, ocupando o centro de convergência, situa-se uma depressão mais ampla nomeada de concha. Para baixo, a concha emite um divertículo que superficialmente é limitado tanto para frente quanto para trás por pequenos tubérculos, sendo o anterior chamado de trago e o posterior de antitrago. A parte inferior do pavilhão auricular não apresenta cartilagem e por isso é flácido à palpação. Devido a isto, esta porção recebe o nome de lóbulo da orelha.
O meato acústico externo forma um tubo cuja abertura lateral recebe o nome de poro acústico externo e é obturado medialmente por um septo membranoso denominado membrana do tímpano. Esta membrana é muito delicada. A orelha e o meato acústico externo fornecem uma certa proteção contra lesões acidentais na membrana do tímpano. O revestimento do meato por glândulas ceruminosas, as quais estão distribuídas ao longo da sua extensão, secreta um material ceráceo e apresenta inúmeros pelos projetados para o exterior com função de proteção contra a entrada de corpos estranhos. A secreção dessas glândulas, chamada de cerume, auxilia na diminuição do crescimento de microorganismos no meato acústico externo e reduz as chances de infecção. Este cerume é também conhecido como a “cera do ouvido”.

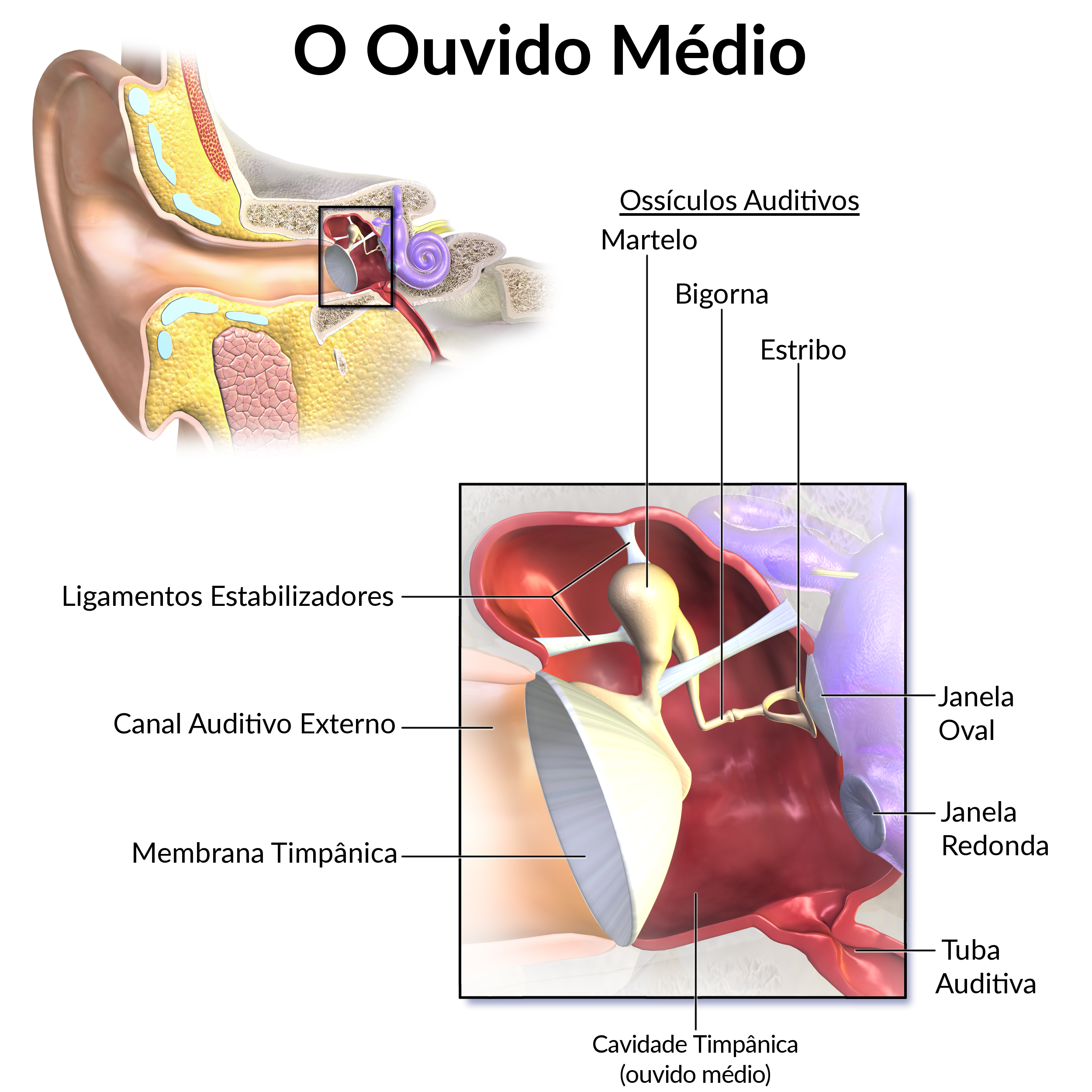
Visão anatômica da orelha humana, com destaque para as estruturas da orelha média.

### Orelha média
A orelha média consiste em um espaço aéreo, denominado cavidade do tímpano, que contém os ossículos da audição, um conjunto de três ossos denominados martelo, bigorna e estribo, os menores ossos do corpo.  Essa cavidade é composta pela membrana timpânica, pelos ossículos da audição e pelos músculos tensor do tímpano e estapédio. A cavidade do tímpano está cheia de ar que provém da nasofaringe (porção mais alta da faringe) através de um canal que recebe o nome de tuba auditiva ou trompa de Eustáquio. A tuba auditiva sai da parede anterior da caixa timpânica, o espaço oco da orelha média, e estabelece conexão com a atmosfera pelas cavidades nasais, a fim de equilibrar as pressões em ambos os lados do tímpano.
O tímpano é uma lâmina delgada e semitransparente de tecido conjuntivo que separa a orelha externa da orelha média. Tem uma forma quase circular e se insere nas bordas do osso timpânico. É bastante vascularizado e recebe inervação dos nervos vago, glossofaríngeo, facial e auriculotemporal. Quando o estímulo acústico alcança a membrana timpânica, pode chegar à orelha interna através de três formas: por condução óssea, alcançando diretamente a cóclea sem passar pelos ossículos, por difusão pelo ar da caixa timpânica e através da cadeia ossicular, que é o meio mais efetivo, quando a vibração da membrana timpânica desencadeada pelo som é transmitida para a cadeia ossicular. A vibração dos ossículos movimenta a platina do estribo, assim como os fluidos cocleares, as estruturas da cóclea e a janela redonda. É justamente a presença da janela redonda e de sua membrana que permite o movimento da platina do estribo. Quando o estribo se move para dentro da cóclea, a janela redonda move-se para fora. Esse acoplamento permite a formação de uma onda hidromecânica no interior da cóclea.
O primeiro ossículo da cadeia, o martelo, está fixado à membrana do tímpano pelo seu corpo enquanto sua cabeça articula-se com o corpo do segundo ossículo, a bigorna. O martelo está ligado à bigorna por pequenos ligamentos, garantindo a propagação de seu movimento. A bigorna possui um ramo curto e longo que articula com a cabeça do estribo, que é o terceiro ossículo da cadeia. O estribo apresenta uma cabeça, dois ramos e uma base que fecha a janela oval na parede medial da caixa timpânica, marcando a área final correspondente a orelha média.  Esses ossículos conectam a membrana timpânica com o complexo receptor da orelha interna e atuam transferindo vibrações sonoras do tímpano para a orelha interna. Na passagem das vibrações sonoras do meio aéreo (orelhas externa / média) para o meio líquido (orelha interna), há perda de energia. Para corrigir esta perda, que ocorre na transmissão da onda sonora do meio aéreo para o meio líquido da cóclea, a orelha média conta com dois mecanismos: 
1- Mecanismo hidráulico: a relação de superfície entre a área de vibração útil da membrana (55 mm2) e a platina do estribo (3,2 mm2) é de 17/1 (varia até 25/1, segundo diferentes estudos), o que significa um aumento de pressão que chega à janela oval de 17 - 25 vezes (aproximadamente 26 dB). 
2- Mecanismo de alavanca martelo-bigorna, que vibram em conjunto em torno do seu eixo de rotação. O ramo longo da bigorna, que é menor que o cabo do martelo, faz com que as ondas sonoras transmitidas à janela oval aumentem a pressão acústica numa relação de 2/1 (2,5 dB). 
Assim, a amplificação global da pressão transmitida da membrana do tímpano até a platina do estribo é de 22 vezes, correspondendo a 27-35 dB, que é indispensável à boa transmissão sonora.

### Orelha interna

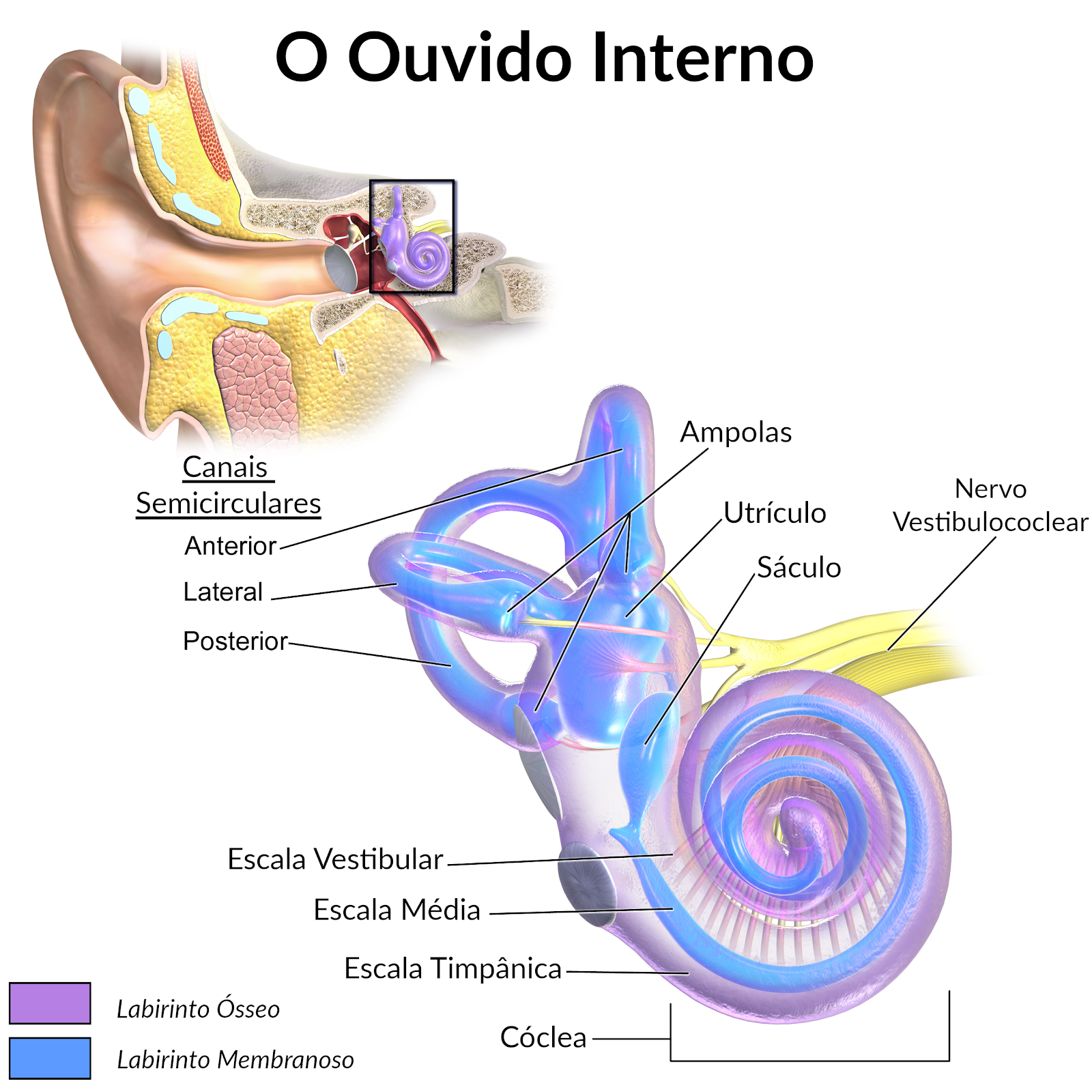
Visão anatômica da orelha humana, com destaque para as estruturas da orelha interna.

A orelha interna, ou ouvido interno, contém os órgãos sensitivos do equilíbrio e da audição, sendo formada por duas partes: o labirinto ósseo que forma uma série de condutos situados na porção petrosa do osso temporal, onde circula um líquido chamado perilinfa, e o labirinto membranoso, onde circula outro líquido, a endolinfa. 
O labirinto membranoso é formado pelos ductos semicirculares, utrículo e sáculo. A primeira parte do labirinto ósseo é o vestíbulo, onde se localiza o utrículo e o sáculo e também duas pequenas vesículas membranosas que contêm receptores especializados para o equilíbrio em pontos chamados máculas. Nas máculas existem células ciliadas cobertas por uma membrana que contém cristais de carbonato de cálcio (otólitos). Estas células estão intimamente ligadas às terminações dos neurônios aferentes do ramo vestibular.
O labirinto ósseo apresenta uma escavação mais ampla no centro, que se relaciona com a parede lateral da orelha média, onde estão situadas as janelas do vestíbulo e da cóclea. O vestíbulo comunica-se para cima com 3 canais em forma de meio círculo, de direções diferentes, que são os canais semicirculares, e para baixo a escavação central continua em um túnel em espiral como um caracol, constituindo a cóclea. A função da cóclea é converter a energia hidromecânica do som em impulsos elétricos, processo denominado transdução mecanoelétrica. A cóclea consiste em três tubos espiralados, posicionados lado a lado: a escala vestibular, a escala média e a escala timpânica. A escala vestibular e a escala média são separadas uma da outra pela membrana de Reissner, também chamada de membrana vestibular. A escala timpânica e a escala média são, por sua vez, separadas uma da outra pela membrana basilar. Na superfície basilar está o órgão de Corti, que contém uma série de células ciliadas (externas e internas). Elas constituem os receptores finais que geram impulsos nervosos em respostas às vibrações sonoras.  O órgão de Corti está embebido na endolinfa da escala média, e suas células ciliadas estão recobertas por uma membrana gelatinosa, chamada de membrana tectória. Estas células são ainda divididas em ciliadas externas e internas. As células ciliadas externas estão em contato com a membrana tectória e estas células possuem a capacidade de se "contrair", aproximando a membrana basilar da membrana tectória. Esta aproximação permite que os estereocílios das células ciliadas internas entrem em contato com a membrana tectória e, assim, gerem impulsos elétricos que serão transmitidos para as vias auditivas centrais. Esta capacidade de contração das células ciliadas externas é denominada de "cóclea ativa". Estas contrações das células ciliadas externas produzem sons de baixa intensidade, denominados emissões otoacústicas, que podem ser captadas por pequenos microfones posicionados no meato acústico externo, indicando como está o funcionamento destas células.
O labirinto membranoso tem paredes formadas por uma fina membrana de tecido fibroso. Ele é vedado e, portanto, a endolinfa não pode se misturar com a perilinfa. Além disso, o labirinto membranoso é constituído respectivamente pelos ductos semicirculares e o ducto coclear. Os ductos semicirculares são em número de três: posterior, superior e lateral. Apresentam uma forma tubular, com trajeto em arco, uma extremidade dilatada chamada ampola e a outra não dilatada chamada de não ampular. Os três canais desembocam em cinco orifícios no vestíbulo, devido às extremidades não ampulares dos canais superior e posterior se unirem em um ramo comum. Na parte membranosa do labirinto posterior, dentro do vestíbulo, encontra-se o sáculo e o utrículo, que são estruturas com função de equilíbrio estático.

## Processamento nervoso auditivo ou Processamento Auditivo Central
O processamento auditivo, ou processamento auditivo central (PAC), em Audiologia, se refere a detecção, análise e interpretação dos estímulos auditivos. É uma atividade mental, isto é, uma função cerebral e, assim sendo, não pode ser estudada como um fenômeno unitário, mas sim como uma resposta multidimensional aos estímulos recebidos por meio da audição.

### Vias auditivas

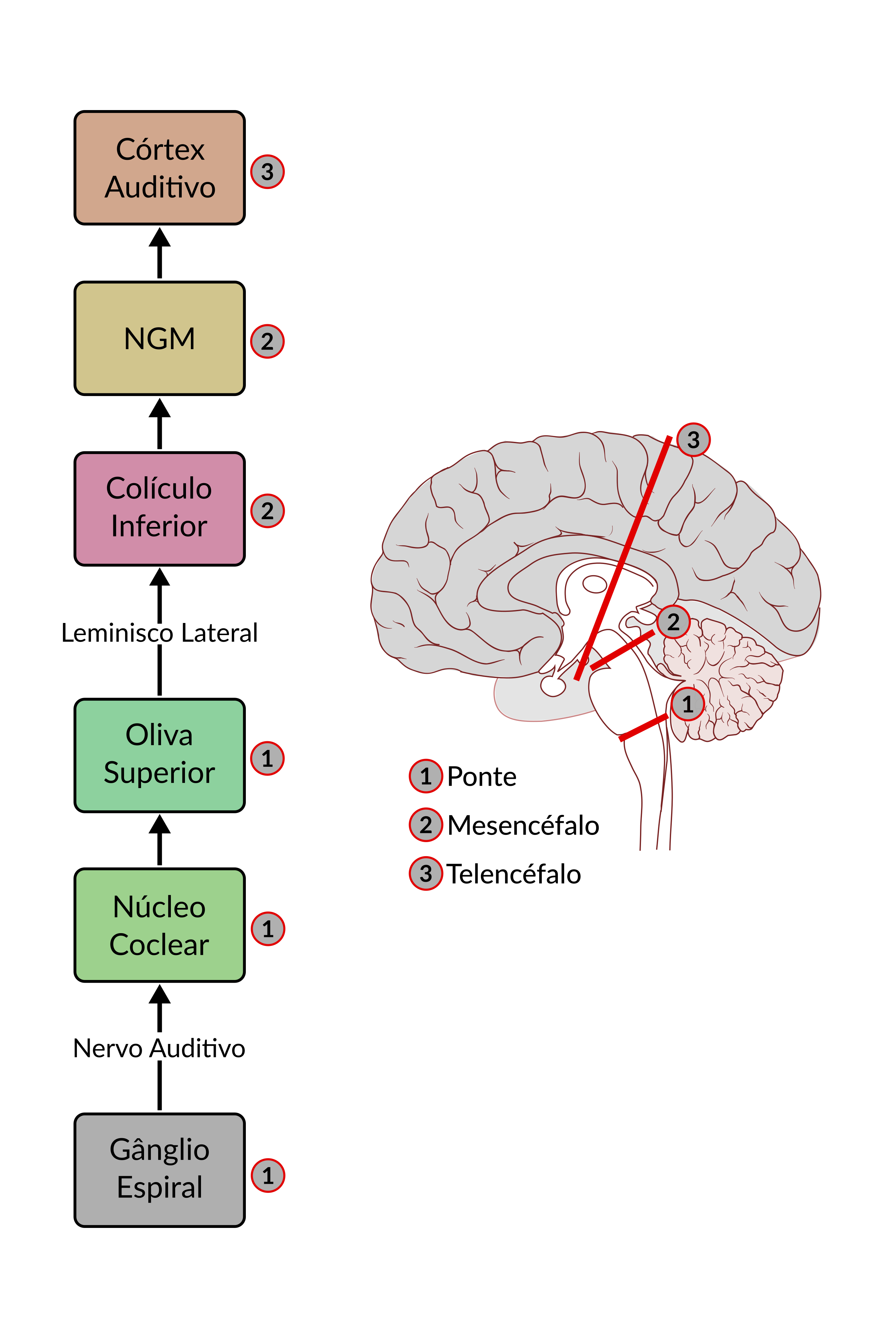
Representação da via auditiva que passa pelo Núcleo Olivar

O primeiro destino nervoso dos sinais sonoros transduzidos pelas células ciliadas externas e internas são os neurônios bipolares cujos corpos celulares fazem parte do gânglio espiral e axônios aferentes formam o nervo auditivo que se conecta ao sistema nervoso central, sendo estes os primeiros da via auditiva a disparar potenciais de ação.
Esses neurônios se projetam para o tronco encefálico pelo nervo vestibulococlear, com cada axônio se ramificando de forma a estabelecer sinapses nos núcleos cocleares, situados na porção superior do bulbo. A partir daí, os neurônios de segunda ordem preponderantemente passam para o lado oposto do tronco encefélico para terminar no núcleo olivar superior. Alguns também se mantêm e se projetam para o núcleo olivar superior do mesmo lado. Tal destino é responsável por processar informações sobre a intensidade sonora e atraso de som entre as orelhas.
Do núcleo olivar superior, a via segue pelo lemnisco lateral. Algumas terminam no núcleo do lemnisco lateral, porém muitas se desviam e se destinam ao colículo inferior, no mesencéfalo. No colículo inferior, as informações provindas do núcleo olivar superior formam um mapa auditivo-espacial comparando com o mapa visual.
Os axônios aferentes do colículo inferior chegam ao encéfalo e se conectam ao núcleo geniculado medial do tálamo. Por fim, a via segue através da radiação auditiva até o córtex auditivo, situado majoritariamente no giro superior do lobo temporal.
É importante ressaltar que os sinais de ambos os ouvidos são propagados por meio de vias de ambos os lados do cérebro, com predominância de transmissão da via contralateral. Ocorre cruzamento entre as duas vias em pelo menos três locais do tronco: no corpo trapezóide (situado no bulbo), na comissura entre os dois núcleos do lemnisco lateral  e na comissura que liga os dois colículos inferiores.
Muitas fibras colaterais dos tratos auditivos penetram diretamente no sistema reticular ativador do tronco encefálico, que se projeta para baixo, na medula espinhal, e para cima, no tronco encefálico, e ativa, em resposta a sons intensos, todo o sistema nervoso. Alguns outros colaterais se destinam ao vermis do cerebelo, estrutura ativada instantaneamente em caso de um ruído súbito.

### Respostas neuronais na via
A maior parte dos neurônios do gânglio espiral recebe a conexão de uma única célula ciliada interna, de forma que sua localização na membrana basilar determina uma frequência em que e resposta desse neurônio será máxima. Esta é chamada de frequência característica, e o receptor é progressivamente menos responsivo a frequências vizinhas que também excitem sua região da membrana basilar.
Ao ascender no tronco encefálico, a informação é codificada por diferentes respostas neuronais. Nos núcleos cocleares, há células especialmente sensíveis a frequências que variam com o tempo. No núcleo geniculado medial, há células que respondem a sons complexos como vocalizações além da simples seletividade de frequências.

Visão lateral do encéfalo humano, com destaque para o córtex auditivo.

### Córtex cerebral auditivo
O córtex cerebral auditivo se localiza majoritariamente no plano supratemporal do giro temporal superior e também ocupa a lateral do lobo temporal, sobre grande parte do córtex insular, até a porção lateral do opérculo parietal.
Ele apresenta duas subdivisões distintas: o córtex auditivo primário, excitado diretamente por projeções do corpo geniculado medial, e o córtex auditivo secundário (córtex de associação auditiva), excitado secundariamente por impulsos do córtex primário e por projeções das áreas de associação talâmicas, adjacentes ao corpo geniculado medial.

### Codificação da intensidade e frequência

#### Intensidade
A intensidade do som é interpretada basicamente de duas maneiras inter-relacionadas: pela frequência de disparo de neurônios e pelo número de neurônios ativos. Quanto mais intenso o estímulo, maior a amplitude de vibração da membrana basilar, maior a variação na polaridade da membrana das células ciliadas e, consequentemente, maior a frequência de disparos nos axônios dos neurônios do gânglio espiral. Além disso, um maior comprimento de onda gerado por estímulos mais intensos no movimento ondulatório da membrana basilar gera a ativação de mais células ciliadas, o que causa uma ampliação da faixa de frequência de resposta de uma única fibra do nervo auditivo.

#### Frequência
A percepção da frequência do estímulo sonoro também depende de duas propriedade do sistema auditivo: a tonotopia e a sincronia de fase.
Primariamente, a sensibilidade à frequência depende das propriedades da membrana basilar, que sofre uma deformação máxima por frequências progressivamente menores ao longo de sua extensão. Essa relação espacial sistemática das frequências às estruturas auditivas é mantida ao longo da via, o que leva o nome de tonotopia. É possível identificar mapas tonotópicos nas estruturas do tronco encefálico e no córtex auditivo.
A principal forma de complementação da informação sobre a frequência proveniente do mapa tonotópico é o momento em que ocorrem os disparos nos axônios do nervo auditivo, apresentando o que se chama sincronia de fase, isto é, disparam preferencialmente em uma fase específica do estímulo, coincidindo sempre com o mesmo ciclo da onda sonora. Isto pode ocorrer de forma a dispararem a cada vez que o som está em uma determinada fase da onda, como ocorre para sons de baixa frequência, sendo a frequência de disparos diretamente correspondente à frequência do estímulo; ou de forma a dispararem sempre após um número específico de ciclos, mas não em cada um deles, como ocorre em frequências mais altas, como por exemplo disparar em 25% dos ciclos, mas sempre na mesma fase da onda, de forma que pelo que é chamado princípio das salvas a atividade associada de vários neurônios em momentos diferentes gere a informação da frequência original. Este princípio se aplica para frequências de até cerca de 4kHz em mamíferos, a partir desse nível os potenciais de ação são disparados de forma dessincronizada, já que os ciclos das ondas são rápidos demais para que sejam representados pelos potenciais de ação, sendo estas frequências representadas somente pela tonotopia.

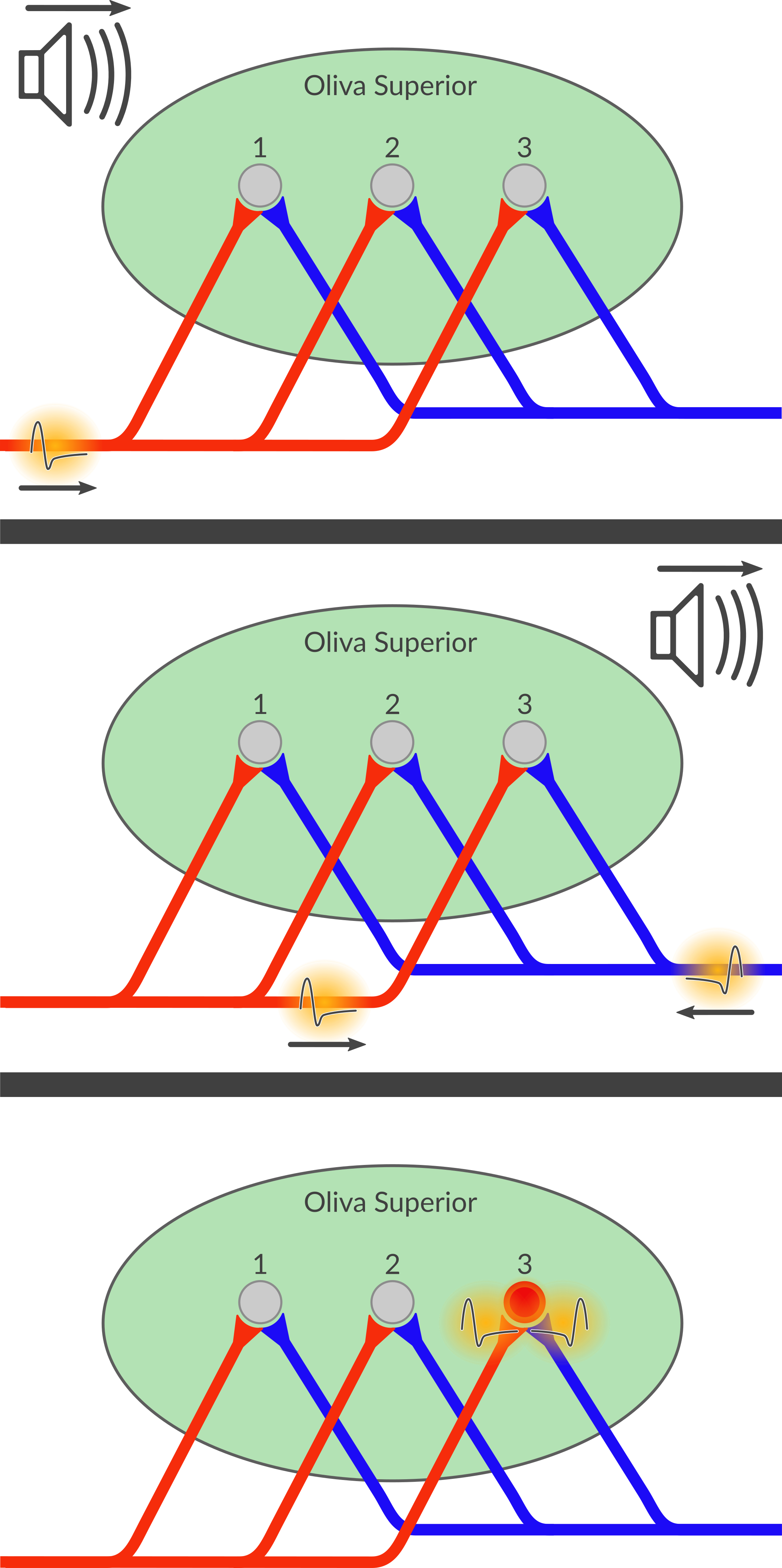
Processamento do retardo interauricular, responsável por parte do processamento da localização do estímulo sonoro.

### Mecanismos de localização
Nos humanos, a principal determinação da direção horizontal da qual provém o som ocorre por dois mecanismos: pela diferença do intervalo de tempo entre a entrada do som nos dois ouvidos, através do efeito chamado retardo interauricular, cuja funcionalidade é melhor nas frequências abaixo de 3 kHz,  e pela diferença entre as intensidades de sons percebidas nos dois ouvidos, cuja funcionalidade é melhor em frequências mais altas. Tais mecanismos, no entanto, são incapazes de determinar se o som vem da frente ou de trás da pessoa e de que altura ele provém. Essa discriminação ocorre principalmente pelos pavilhões auditivos dos ouvidos, que mudam a qualidade do som recém chegado na orelha conforme a direção de emissão do som.
Os núcleos olivares superiores do tronco cerebral apresentam grande participação na detecção do som. O núcleo olivar superior pode ser dividido em duas partes: o núcleo olivar superior medial e o núcleo olivar superior lateral. O núcleo lateral é responsável pela detecção da direção de emissão sonora, presumidamente por comparação da diferença de intensidade sonora recém chegada ao ouvido e pela emissão de sinal apropriado do córtex auditivo, para estimar a direção. Alternativamente, o núcleo medial tem mecanismos específicos para detectar o intervalo de tempo entre sinais acústicos que entram nos dois ouvidos. A maioria dos neurônios do núcleo medial apresentam dois dendritos principais, um se projetando para a direita e outro para a esquerda. O sinal acústico do ouvido direito invade o dendrito direito e o sinal acústico do ouvido esquerdo invade o sinal do dendrito esquerdo. A intensidade de excitação dos neurônios são altamente sensíveis ao intervalo de tempo específico entre os dois sinais acústicos percebidos no ouvido. Os neurônios mais próximos ao perímetro do núcleo respondem em sua plenitude a um intervalo curto de tempo, enquanto os próximos da borda oposta respondem a intervalos longos e os intermediários, a intervalos intermediários. Assim, um padrão espacial de estimulação neuronal no núcleo olivar superior medial pode ser desenvolvido, o que será enviado ao córtex cerebral auditivo, onde a direção do som é determinada pelo local dos neurônios estimulados maximamente.

## Desenvolvimento das habilidades auditivas
A audição é fundamental para o desenvolvimento da fala e da linguagem. Nos primeiros anos de vida de uma criança a integridade e funcionamento das estruturas responsáveis pela audição são pré-requisitos importantíssimos para que ocorra a aquisição da linguagem, bem como o seu desenvolvimento. Durante esse período acontece a maturação do sistema nervoso auditivo central, ocorrendo uma maior plasticidade e consequentemente estabelecendo novas conexões neurais de suma importância para o desenvolvimento normal da audição.
Um recém-nascido com audição normal segue uma sequência padronizada de comportamentos relacionados ao desenvolvimento e maturação auditiva. A ordem das habilidades auditivas segue as seguintes etapas:
1. Detecção: é a habilidade auditiva de perceber a presença e ausência de sons.
2. Discriminação: é o ato de diferenciar dois sons
3. Localização: identificar de onde o som vem. As etapas de localização sonora se desenvolvem dos 4 aos 24 meses
4. Reconhecimento auditivo: quando ocorre associação significante–significado, ou seja, apontar figura ou partes do corpo nomeadas, cumprir ordens, repetir palavras
5. Compreensão auditiva: entender a fala, responder perguntas, recontar histórias.[24]

Desde a vida uterina está presente a habilidade de detectar sons. A partir da 20ª semana de gestação as mudanças dos batimentos cardíacos do feto tiveram seu registro diante de uma estimulação sonora próximo a barriga da mãe.

## Perda auditiva

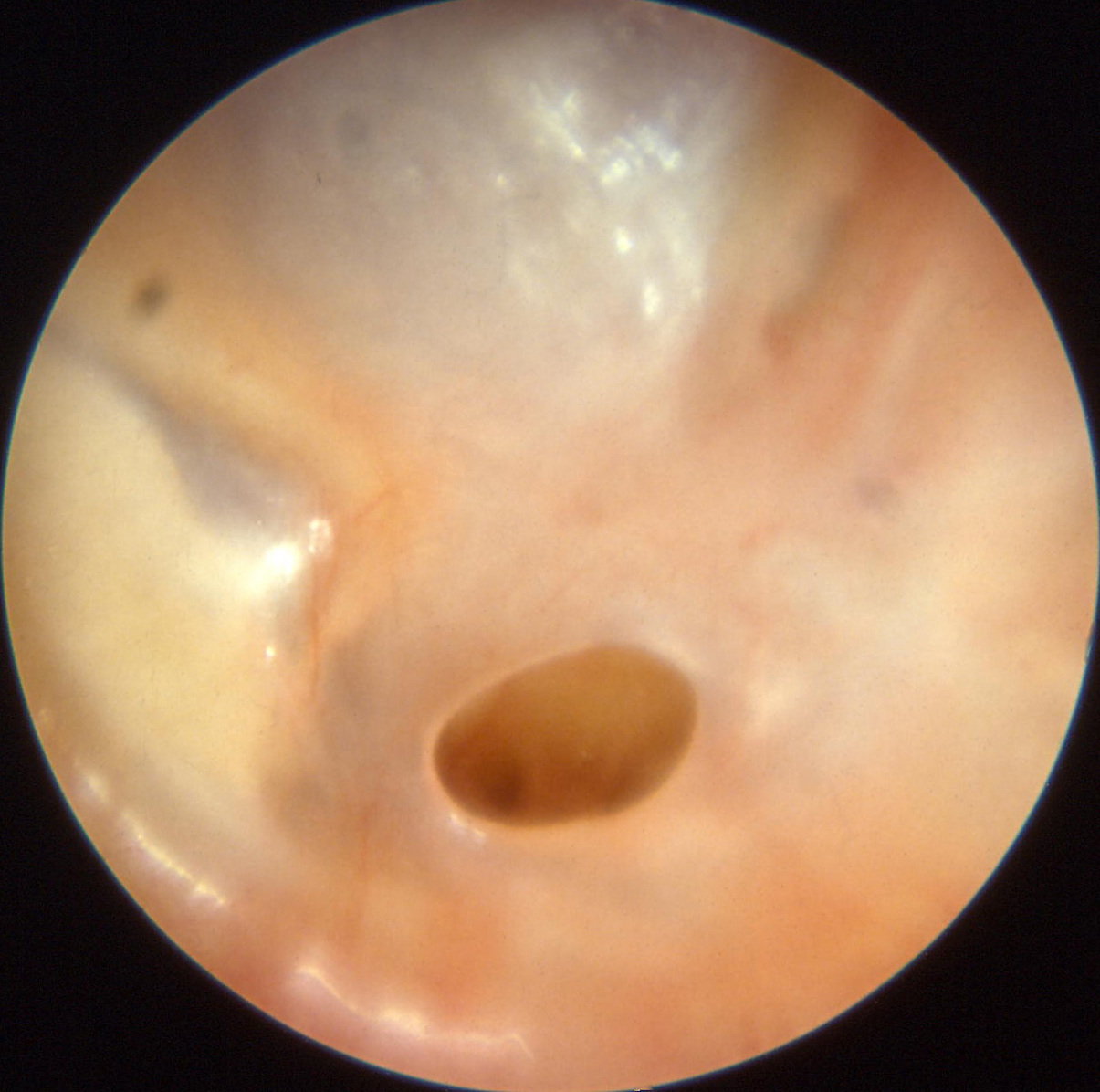
Tímpano perfurado, uma das causas para a perda de adição.

A perda auditiva (ou deficiência auditiva) é a redução total ou parcial da capacidade auditiva. Segundo a Organização Mundial da Saúde, mais de 5% da população mundial (360 milhões de pessoas) vivem atualmente com uma deficiência auditiva incapacitante. Existem definições variadas em relação aos graus de perda auditiva; a Organização Mundial da Saúde (OMS) classifica a deficiência auditiva em leve (26-40 dBNA), moderada (41-60 dBNA), severa (61-80 dBNA) ou profunda (81 dBNA ou superior) na melhor orelha. Limiares auditivos de 35 dBNA (para crianças) e 40 dBNA ou mais (para adultos) na melhor orelha são considerados como incapacitantes, embora mesmo a deficiência auditiva unilateral possa causar dificuldades significativas para um indivíduo. A deficiência auditiva pode resultar de uma doença que afete a orelha externa e/ou média (perda auditiva condutiva),  orelha interna ou nervo coclear (perda auditiva neurossensorial), ou ambas (perda auditiva mista). Dependendo da etiologia, a perda auditiva pode ser permanente ou transitória.

## Avaliação da audição
Um teste de audição pode ser realizado por uma serie de avaliações, entre elas a audiometria que fornece uma avaliação da sensibilidade do sentido da audição de uma pessoa e é mais frequentemente realizado por um fonoaudiólogo, especialista em audiologia, usando um audiômetro. Um audiômetro é usado para determinar o limiar auditivo (intensidade mais baixa audível em cabine fechada) de uma pessoa em diferentes frequências.

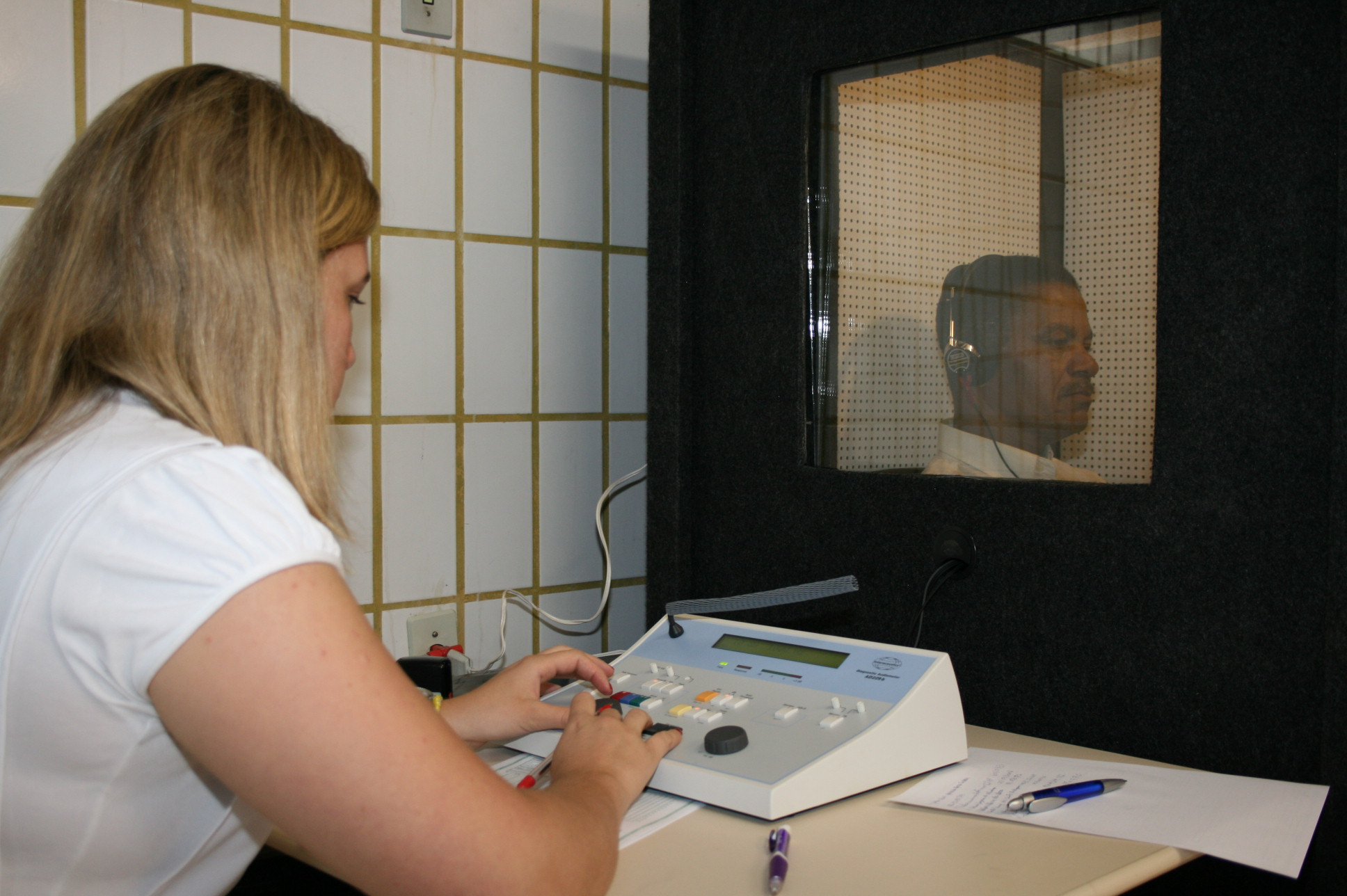
Audiometria conduzida por um fonoaudiólogo.

## Audição nos vertebrados
Vertebrados possuem uma orelha interna com um aparelho vestibular, o qual inclui órgãos do equilíbrio e, somente em tetrápodes, a cóclea (o órgão auditivo). Mantido dentro da cápsula ótica do crânio, o aparelho vestibular possui sacos e tubos preenchidos por um líquido, a endolinfa. Ondas sonoras são transmitidas para a orelha interna e causam modificações na endolinfa, que são percebidas por células sensoriais. Da mesma forma que em invertebrados, essas células sensoriais são modificações de células ciliadas ancestrais. Essas ondas de compressão e descompressão também são percebidas na forma de vibrações que se propagam em outros meios além do ar, como a terra e a água.

Linha lateral em tubarões.

### Peixes
O aparelho vestibular de peixes é formado por três pequenas câmaras: o sáculo, o utrículo e a lagena. Além deles, há três canais semicirculares.
Em um cardume, os peixes nadam a um ritmo constante e mantêm a mesma distância entre si. Para o controle da natação e manobras, os peixes utilizam mecanorreceptores da linha lateral. Essa resposta é mantida mesmo quando os olhos do peixe são vendados, mas não quando o nervo da linha lateral é cortado, o que indica a importância desse órgão para essa percepção. As ondas na superfície da água são usadas pelos peixes para estabelecer a direção e distância em relação a uma presa, como um inseto que se debate na superfície da água.
Bacalhaus possuem otólitos que permitem identificar a direção de um som sem ambiguidade. Além disso, são também capazes de determinar a distância da fonte sonora a partir da diferença de fase entre a aceleração das partículas e a pressão sonora, algo impossível aos humanos.

### Anfíbios
O aparelho auditivo dos anfíbios é bastante variável. Por um lado, salamandras não possuem ouvido médio, mas podem detectar vibrações. Por outro, rãs e sapos apresentam ouvido médio e um tímpano externo. A vibração na membrana timpânica é conduzida para o ouvido interno através da cavidade timpânica por um osso denominado columela. Semelhante aos peixes, os anfíbios apresentam lagena e, em formas larvais, um sistema de linha lateral. As rãs do gênero Xenopus são capazes de aprender a responder rapidamente a ondas de superfície entre 5 e 30 Hz e memorizar a frequência exata do treinamento. Esse é o equivalente aquático ao tom absoluto da audição humana.

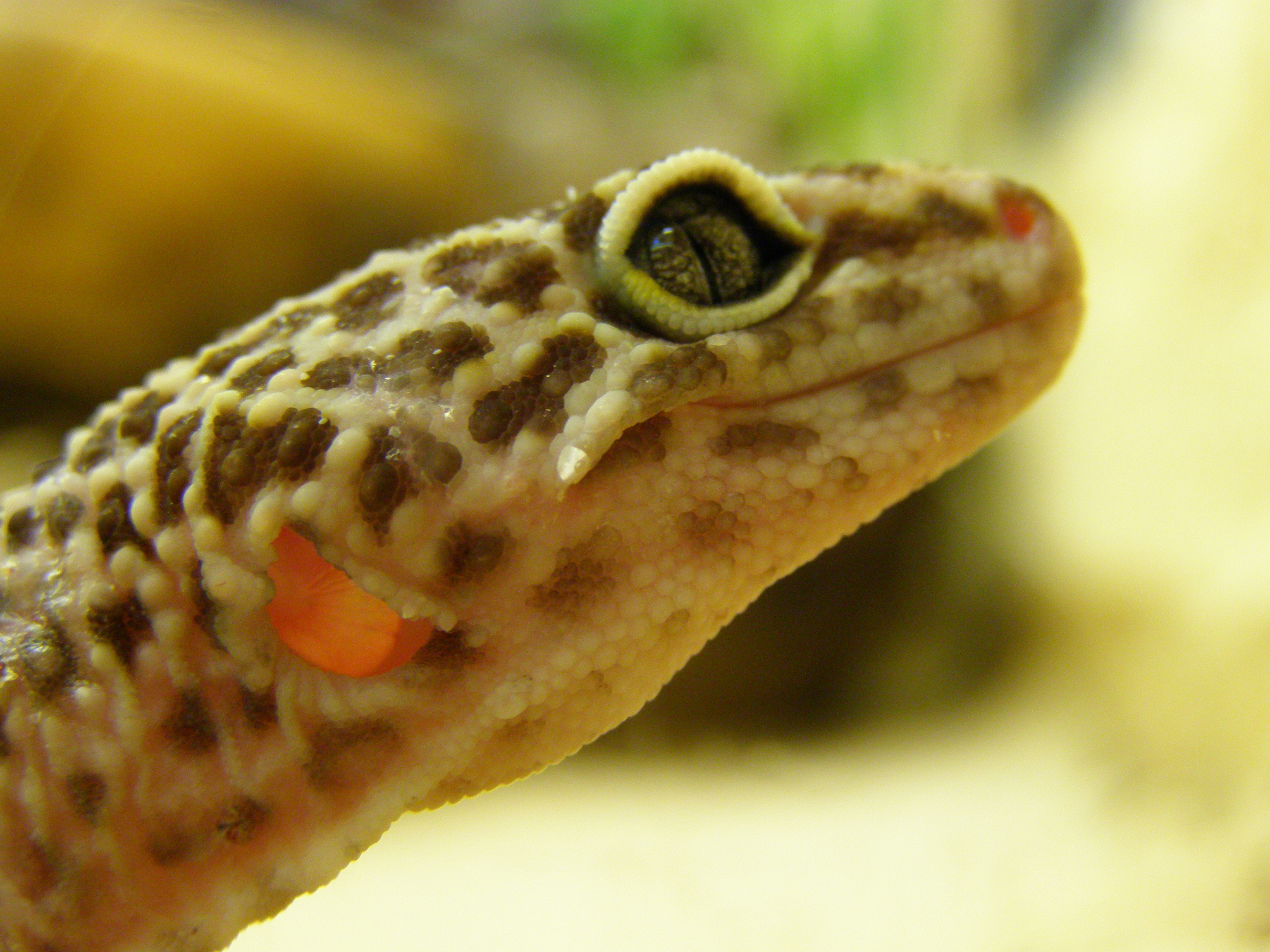
Répteis também possuem tímpano (em laranja).

### Répteis
A comunicação vocal evoluiu múltiplas vezes em grupos como crocodilos e lagartos, e associados a ela estão diversos comportamentos como territorialidade, cuidado parental e acasalamento.
Nos répteis, vibrações no tímpano são transmitidas ao fluido do ouvido interno pela extracolumela e pelo estribo. O receptor primário é a papila auditiva, auxiliada por receptores auditivos complementares. Diferente dos demais répteis, as cobras não possuem tímpano, mas elas apresentam extrema sensibilidade à vibrações na cabeça. Com uma frequência ótima, uma amplitude de apenas 0,1 nm pode ser percebida por esses animais.

### Aves
Aves são sensíveis a faixas de som entre 1 000 e 5 000 Hz. Por terem a lagena mais comprida do que a de répteis, o suporte das células ciliadas forma uma longa tira imersa em uma membrana tectória. No caso das corujas, as penas faciais equivalem ainda ao pavilhão dos mamíferos, conduzindo o som para o ouvido.
A coruja-das-torres é capaz de localizar uma presa no escuro com extrema precisão, usando apenas o sentido auditivo, nos planos horizontal e vertical. Essa localização acurada depende de frequências em torno de 5 000 Hz, as quais são mais direcionais que frequências mais baixas.
Ao menos duas espécies de aves utilizam a ecolocalização: os guácharos (Steatornis caripensis) da América do Sul e os andorinhões-da-caverna (Collocalia spp.) do sudeste asiático. Embora não sejam parentes próximos, ambos habitam regiões de caverna. Os guácharos usam um sistema semelhante ao de morcegos, mas com frequências menores, de 7 000 Hz, que são audíveis aos seres humanos, e descritas como semelhantes a uma máquina de escrever.
Frequências extremamente baixas (infra-sons) também são importantes para as aves. Pombos-correio são capazes de detectar frequências de até 0,05 Hz. Essa sensibilidade depende das estruturas auditivas, pois a remoção das orelhas média e interna suprime essa resposta. A detecção dos infra-sons é importante pois eles são originários de muitas fontes, como terremotos, ventanias e tempestades com trovoadas.

### Mamíferos

Morcegos conseguem encontrar suas presas através da emissão de sons (E) que são refletidos (R). Isso é um exemplo de ecolocalização.

Enquanto os humanos percebem sons de frequência entre 40 e 20 000 Hz, cachorros podem perceber frequências de até 40 000 Hz, e esse limite chega a 100 000 Hz em morcegos. No entanto, a estrutura auditiva de todos esses animais é semelhante. Os térios, que correspondem à maioria dos mamíferos, apresentam pavilhão auditivo. Este é responsável pela condução do som ao meato auditivo externo, onde vibra a membrana timpânica. Todos os mamíferos possuem três ossículos que amplificam essas vibrações e transmitem-nas à janela oval. A propagação das vibrações continua pelo fluido da extensa cóclea, passando pelo órgão de Corti, em que há células ciliadas.

Golfinhos também são capazes de usar a ecolocalização.

Morcegos, baleias, golfinhos e musaranhos orientam-se a partir de reflexões fracas de sons emitidos por eles mesmos, processo conhecido como ecolocalização. Durante o voo, morcegos emitem sons entre 25 000 e 50 000 Hz, inaudíveis aos seres humanos, e sua reflexão o permite identificar e desviar de obstáculos. Altas frequências permitem uma precisão direcional maior, além de possibilitarem a reflexão por objetos menores. Musaranhos também usam a localização, a partir de pulsos sonoros de curta duração e alta frequência.
A ecolocalização por sonar não é útil apenas para animais noturnos. Alguns animais que vivem no oceano, como golfinhos e baleias, também dependem desse método para evitar colisões durante a noite ou nas profundezas. Golfinhos testados em cativeiro conseguiram localizar peixes do outro lado do tanque, mesmo se a água estivesse turva a ponto de não permitir a visualização da presa.
Elefantes, por sua vez, são capazes de se comunicar a longas distâncias através do uso de infra-sons, inaudíveis aos seres humanos. Na natureza, elefantes africanos usam sons com frequências entre 14 e 35 Hz. Um alto-falante que emite frequências semelhantes pode causar repostas em elefantes a quilômetros de distância.

## Audição em invertebrados
Os neurônios receptores de invertebrados evoluíram de células epiteliais ciliadas. Suas superfícies sensoriais normalmente são modificações dos cílios apicais nas células ancestrais. Mecanorreceptores, como os de som, podem ser agrupados em faixas sensoriais.

### Moluscos
Algumas lulas e sibas possuem fileiras de células ciliadas em seus braços e cabeças análogas à linha lateral de peixes. Essas linhas possuem respostas eletrofisiológicas a movimentos na água, sendo sensíveis a vibrações entre 70 e 100 Hz. O desenvolvimento de um sistema sensível a movimentos na água, bem como de uma visão bastante sofisticada, constituíram uma vantagem evolutiva aos cefalópodes, que caçam peixes ativamente.

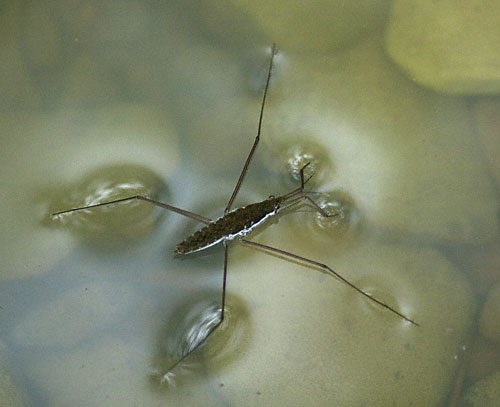
A aranha d'água (Gerris remigis) é sensível a movimentos na água causados por seu parceiro.

### Insetos
Insetos usam constantemente sons durante sua comunicação, principalmente entre sexos. A estrutura e localização de seus órgão sensoriais são muito variáveis. As informações são transmitidas principalmente como alterações na intensidade, duração e padrão do som. Esses padrões são específicos de cada espécie.
Insetos também são sensíveis a movimentos na água. A aranha d’água Gerris remigis usa essa sensibilidade durante a reprodução. Os machos produzem sinais ondulatórios na superfície da água com frequência de 90 Hz, os quais são percebidos pelas fêmeas. Esses sinais podem ser reproduzidos por um ímã fixado na pata da fêmea, oscilado por um campo magnético. Se o ímã for ativado, um macho vendado trata-a como macho e não acasala. No entanto, se o ímã for ativado apenas após o macho tê-la agarrado, ele imediatamente a solta.
Grilos, gafanhotos e cigarras, possuem órgãos timpânicos compostos por um tímpano rijo e flexível que recobre um saco aéreo interno. Ondas sonoras provocam a vibração do tímpano, estimulando neurônios sensoriais. Centípedes possuem órgãos de Tömösváry, os quais são também são sensíveis a CO₂ e parecem estar relacionados à percepção de som.

### Aracnídeos
A maioria dos aracnídeos apresenta órgãos sensoriais em fenda. Estes órgãos são sensíveis a vibrações sonoras, mas sua função ainda é pouco conhecida. Em aranhas da família Salticidae, no entanto, foi descoberto que os pelos em seu corpo atuam na percepção de sons de baixa frequência (80 Hz), desencadeando uma resposta de congelamento típica de quando há predadores.

## Audição debaixo d'água

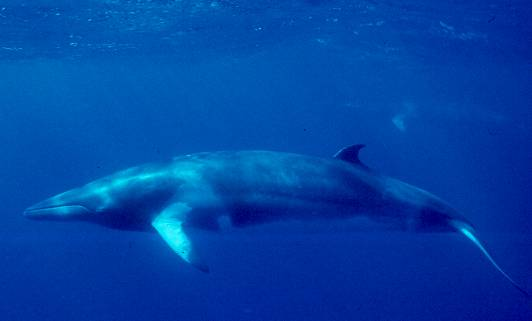
Cetáceos como a baleia possuem sistemas auditivos adaptados ao ambiente aquático.

Os limiares auditivos e a habilidade de localizar fontes sonoras são reduzidas debaixo d’água. Entre os principais efeitos do meio aquático, caracterizado por variações na densidade e velocidade do som em relação ao ar, a pressão exercida pela água sobre a membrana timpânica pode afetar a impedância do som no ouvido médio e, consequentemente, a percepção de variações temporais, de fase e de intensidade das ondas sonoras.
Entre os mamíferos aquáticos, acostumados à vida onde o meio de propagação das ondas sonoras é a água, os cetáceos (baleias, golfinhos, botos e outros) são os que possuem o sistema auditivo mais bem adaptado. Além deles, apenas os sirênios (como o peixe-boi) são mamíferos que passam toda a sua vida submersa e não possuem vida anfíbia, como as focas, por exemplo. A audição é um fator importante para a comunicação entre esses animais. Cada espécie possui vocalizações com frequências diferentes das demais e este alcance específico é relacionado às condições de habitat e comportamento alimentar de cada animal.
Uma pesquisa feita por Erica Cruz no Estuário do Sado em Portugal apontou que os golfinhos-roazes apresentam uma grande variedade de comportamentos frente à presença de embarcações que produzem ruídos, demonstrando que a atividade antropológica, principalmente devido à operação portuária e ao tráfego marinho, pode influenciar os hábitos destes animais.